# Altacreodus
Altacreodus is een geslacht van uitgestorven zoogdieren dat behoort tot de Pan-Carnivora van de Ferae, een groep die ook de roofdieren en creodonten omvat. Het dier leefde tijdens het Laat-Krijt in Noord-Amerika.

## Taxonomie
Altacreodus werd aanvankelijk beschreven als Cimolestes magnus. In 2015 werd het ingedeeld in een eigen geslacht. Bij cladistisch onderzoek bleek Altacreodus verwant aan de Hyaenodontidae, een groep van uitgestorven hondachtige roofzoogdieren.

## Fossiele vondsten
Fossielen van Altacreodus zijn gevonden in Canada en de Verenigde Staten en dateren uit het Maastrichtien. De Canadese vondsten zijn gedaan in de Scollard-formatie in Alberta en de Frenchman-formatie in Saskatchewan. In de Verenigde Staten zijn fossielen gevonden in de Hell Creek-formatie in Montana en North Dakota en de Lance-formatie in Wyoming. Altacreodus leefde samen met dinosauriërs zoals Tyrannosaurus en Triceratops.

## Kenmerken
Met een geschat gewicht van 565 gram had Altacreodus het formaat van een nerts. Hiermee was het een van de grootste bekende Mesozoïsche zoogdieren. Altacreodus was waarschijnlijk in bepaalde mate een carnivoor en had tanden aangepast om vlees te scheuren. 